# Lustmord
Lustmord, pseudonimo di Brian Williams (9 gennaio 1964), è un compositore e musicista britannico.
È considerato uno dei massimi esponenti del genere dark ambient, al quale gli viene inoltre riconosciuta la paternità.

## Biografia
Registrò musica con l'alias Lustmord entrando in contatto con gruppi quali i Throbbing Gristle e gli SPK durante la prima metà degli anni ottanta. Durante la propria carriera ha collaborato con musicisti includenti Robert Rich, Jarboe, John Balance dei Coil, Monte Cazazza, Clock DVA, Chris & Cosey, Paul Haslinger, e i Melvins.
Williams è stato il progettista del suono di numerose colonne sonore, incluse Il corvo - The Crow (1994), Dal tramonto all'alba (1996), Pitch Black (2000) e Underworld (2003).

## Stile musicale
Il suo stile, originalmente basato su suoni "analogici" quali gli echi e i riverberi e successivamente su quelli tratti da field recording (registrati in luoghi quali bunker e mattatoi), è caratterizzato da atmosfere molto cupe e inquietanti.
La musica di Lustmord risente l'influenza della musica industriale e rievoca le colonne sonore cinematografiche.

## Discografia

### Album in studio
- 1981 – Lustmørd
- 1982 – Lustmordekay
- 1986 – Paradise Disowned
- 1990 – Heresy
- 1992 – The Monstrous Soul
- 1992 – Psychological Warfare Technology Systems (con Lagowski; pubblicato come Terror Against Terror)
- 1993 – Crash Injury Trauma (pubblicato come Isolrubin BK)
- 1994 – The Place Where the Black Stars Hang
- 1994 – Trans Plutonian Transmissions (pubblicato come Arecibo)
- 1995 – Stalker (con Robert Rich)
- 1997 – Lustmord vs. Metal Beast (con Metal Beast)
- 2001 – Metavoid
- 2002 – Zoetrope
- 2004 – Carbon/Core
- 2004 – Pigs of the Roman Empire (con i Melvins)
- 2007 – Juggernaut
- 2008 – Other
- 2009 – The Dark Places of the Earth
- 2009 – Beyond
- 2013 – The Word as Power
- 2016 – Dark Matter
- 2020 – Trinity
- 2020 – The Fall - Dennis Johnson's November Deconstructed
- 2021 – Alter (con Karin Park)
- 2024 – Much Unseen Is Also Here

### Album dal vivo
- 2006 – Rising
- 2013 – Kraków - October 22 2010
- 2014 – Stockholm - January 15 2011
- 2017 – Hobart - June 12 2011
- 2017 – Maschinenfest - October 2 2011
- 2020 – Berlin - March 25 2018
- 2020 – Lublin - December 10 2016

### Raccolte
- 1991 – A Document of Early Acoustic & Tactical Experimentation
- 2000 – Purifying Fire
- 2011 – Songs of Gods and Demons
- 2013 – Things That Were

### Colonne sonore
- 2019 – First Reformed (Extended Motion Picture Soundtrack)

### EP
- 2002 – Law of the Battle of Conquest (con Hecate)
- 2009 – Other Dub
- 2022 – Plateau (con i Bohren & der Club of Gore)

### Singoli
- 1996 – Strange Attractor/Black Star
- 2009 – Transmuted
- 2021 – Twin Flames (con Karin Park)
- 2021 – Hiraeth (con Karin Park)

### Partecipazioni
- 2006 – Tool – 10,000 Days
- 2008 – Puscifer – "D" Is for Dubby - The Lustmord Dub Mixes
- 2019 – Tool – Fear Inoculum